# Capital (programa de radio)
Capital es un programa radiofónico que emite Radio Intereconomía. Está presentado por Susana Criado y se emite de lunes a viernes, de 7 a 12 horas. Capital informa sobre la actualidad mundial, la economía, los mercados y las empresas. También ofrece información, en tiempo real, de los mercados financieros, análisis y entrevistas.

## Historia
El programa fue creado por el periodista económico Luis Vicente Muñoz en 1996, que estuvo al frente de Capital hasta 2013. En ese año, Susana Criado pasó a ser la presentadora y directora del programa matutino. La segunda oleada del EGM del 2014 desveló que Capital es el programa económico con más oyentes de España.

## Audiencia
Según la última oleada del EGM (abril de 2015), Capital Intereconomía (7:00 a. m.-12 p. m.) continúa siendo el programa de radio de contenido económico con más oyentes de España.

## Premios
- Antena de Plata (2005): Natalia Obregón, periodista de Capital Intereconomía.
- Premio Joven y Brillante de Periodismo Económico (2004): Susana Criado, presentadora de Capital Intereconomía.
- Ondas al mejor programa radiofónico (2002): Capital Intereconomía.